# Panamska nogometna reprezentacija
Panamska nogometna reprezentacija je nogometna momčad koja predstavlja Panamu na međunarodnim natjecanjima.
Nogometni savez Paname osnovan je 1937. godine. Godinu dana kasnije postaje član FIFE. Dana, 12. veljače iste godine, reprezentacija Paname odigrala je svoju prvu utakmicu protiv Venecuele, pobijedila je s 3:1. Utakmice kao domaćin igra na stadionu Romel Fernandez u Panami. Reprezentacija ima nadimak „Los Canaleros” (ljudi s kanala), jer je zemlja poznata po Panamskom kanalu.
Reprezentacija Paname osam je puta sudjelovala na CONCACAF Gold Cupu. Najbolji plasman ostvarila je 2005. i 2013. godine kada je bila drugoplasirana. Najveći uspjeh reprezentacije je plasman na Svjetsko prvenstvo u Rusiji 2018. godine. Panama je igrala u grupi s Meksikom, Kostarikom, Hondurasom, SAD-om i Trinidadom i Tobagom. Zauzela je treće mjesto s 13 bodova.
Najviše nastupa u reprezentaciji Paname ima Gabriel Gómez, a najbolji strijelci su: Blas Pérez i Luis Tejada s po 43 postignutih golova.